# Väska

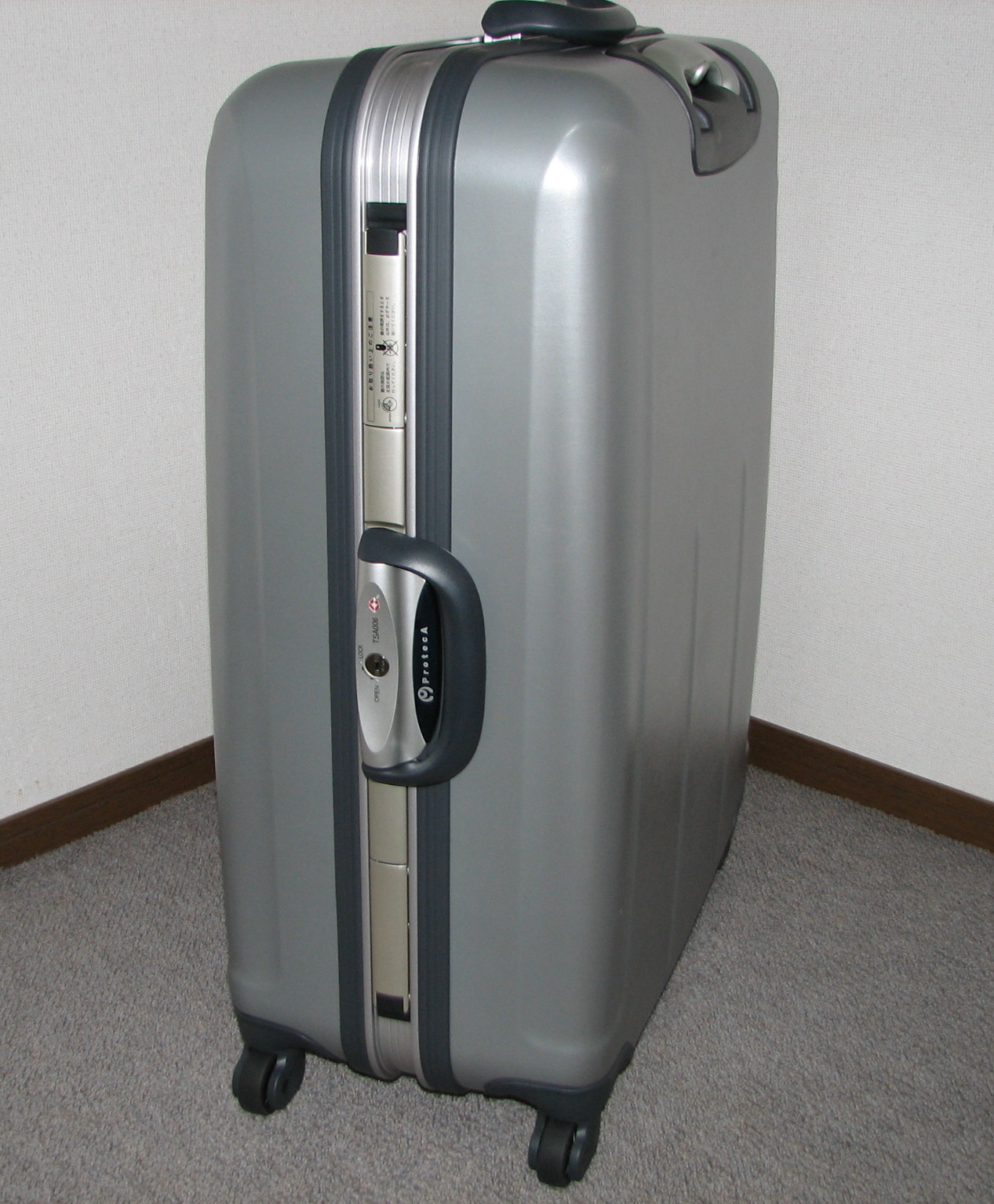
Hård resväska

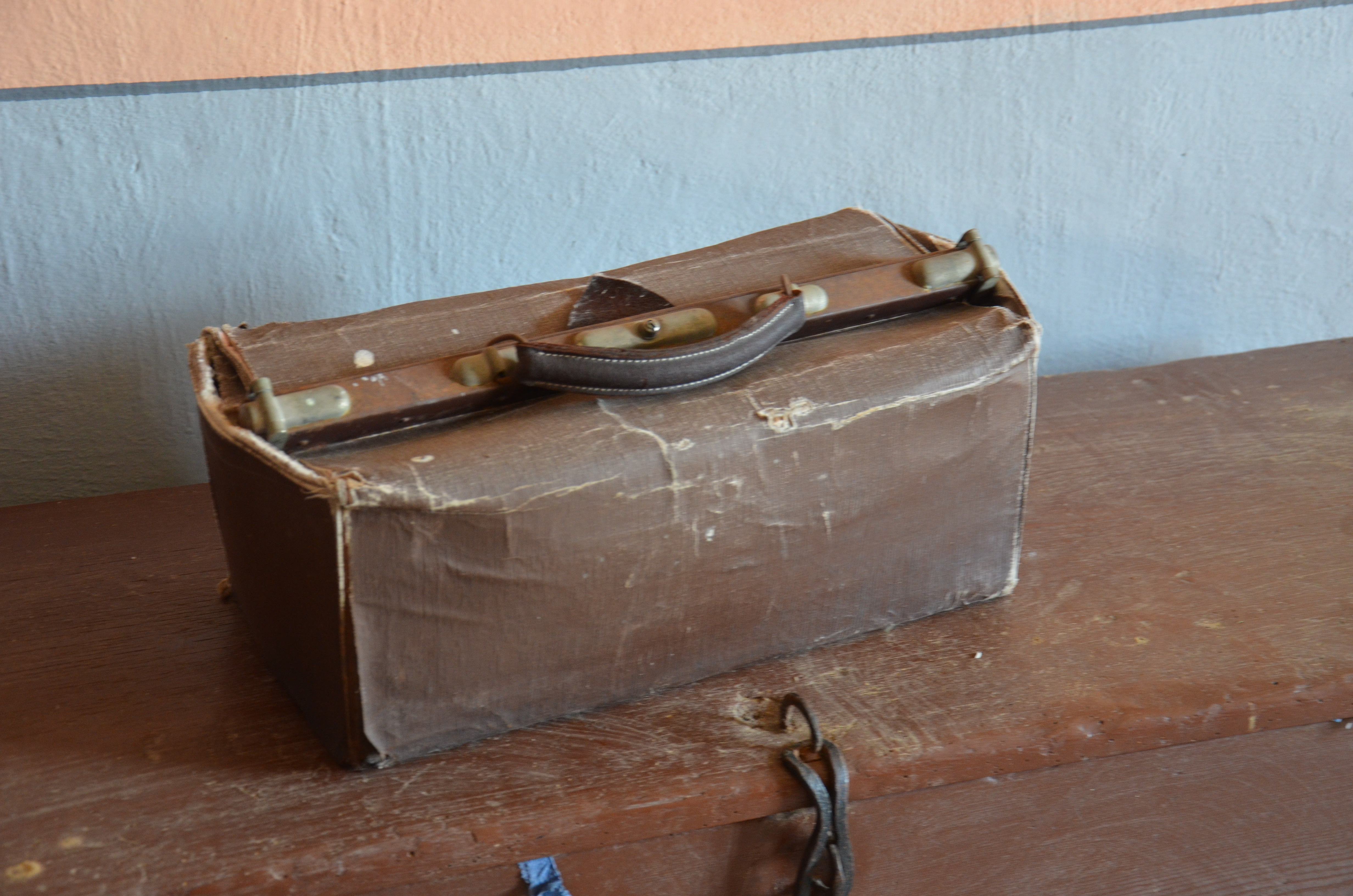
Läderväska från 1800-talet

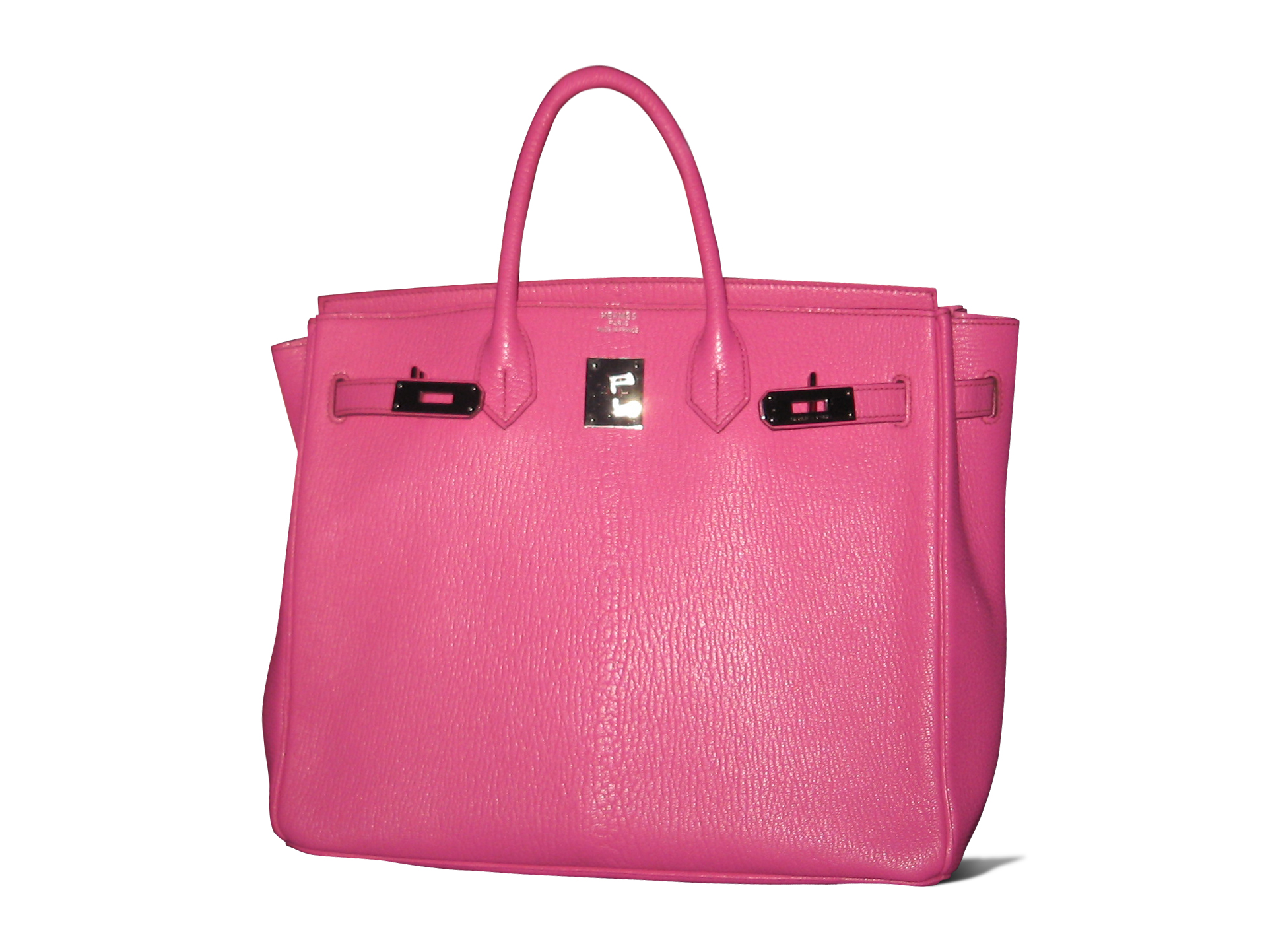
Birkinväskan av Hermès är en klassisk handväska.

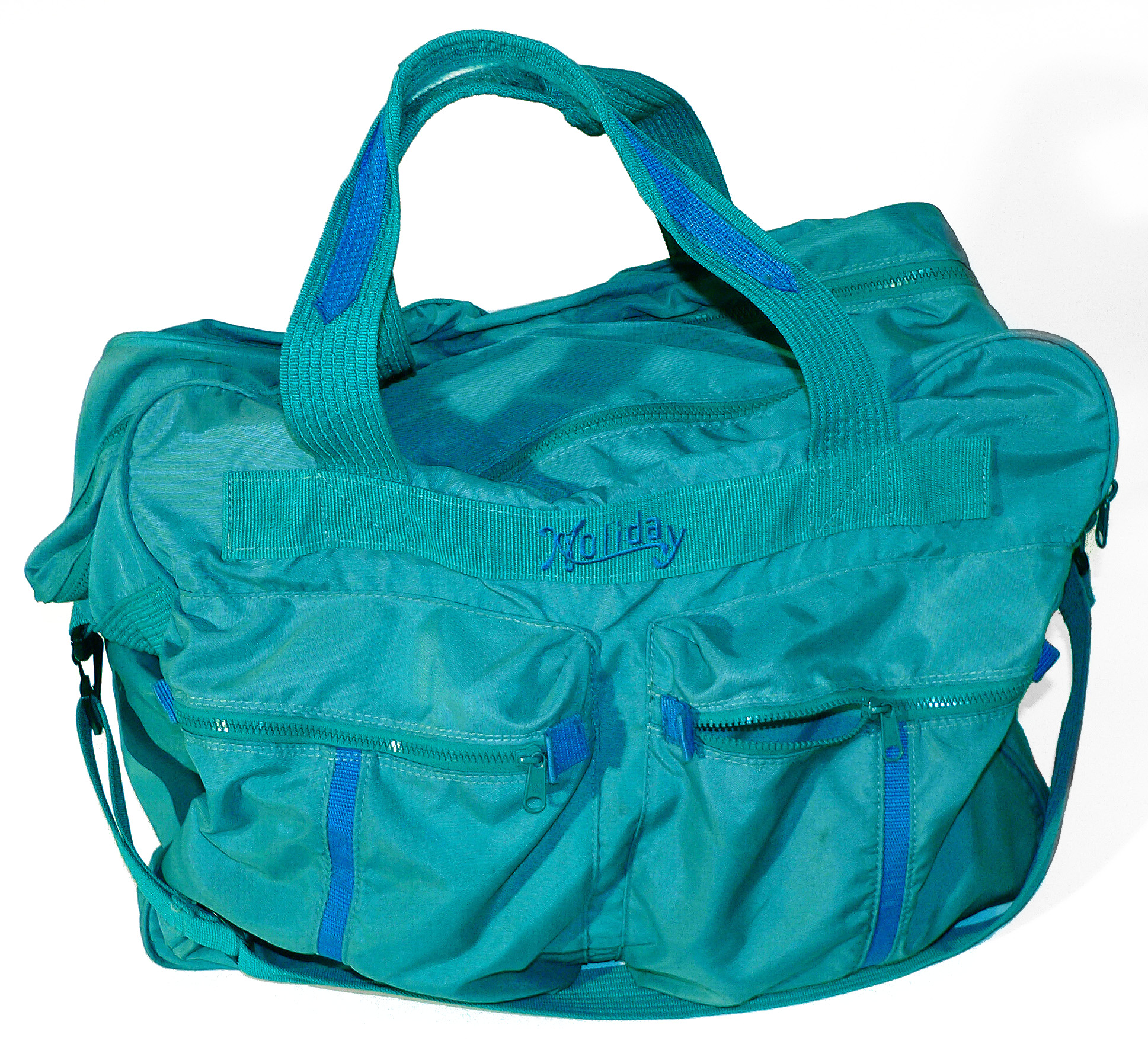
Mjuk resväska eller bag

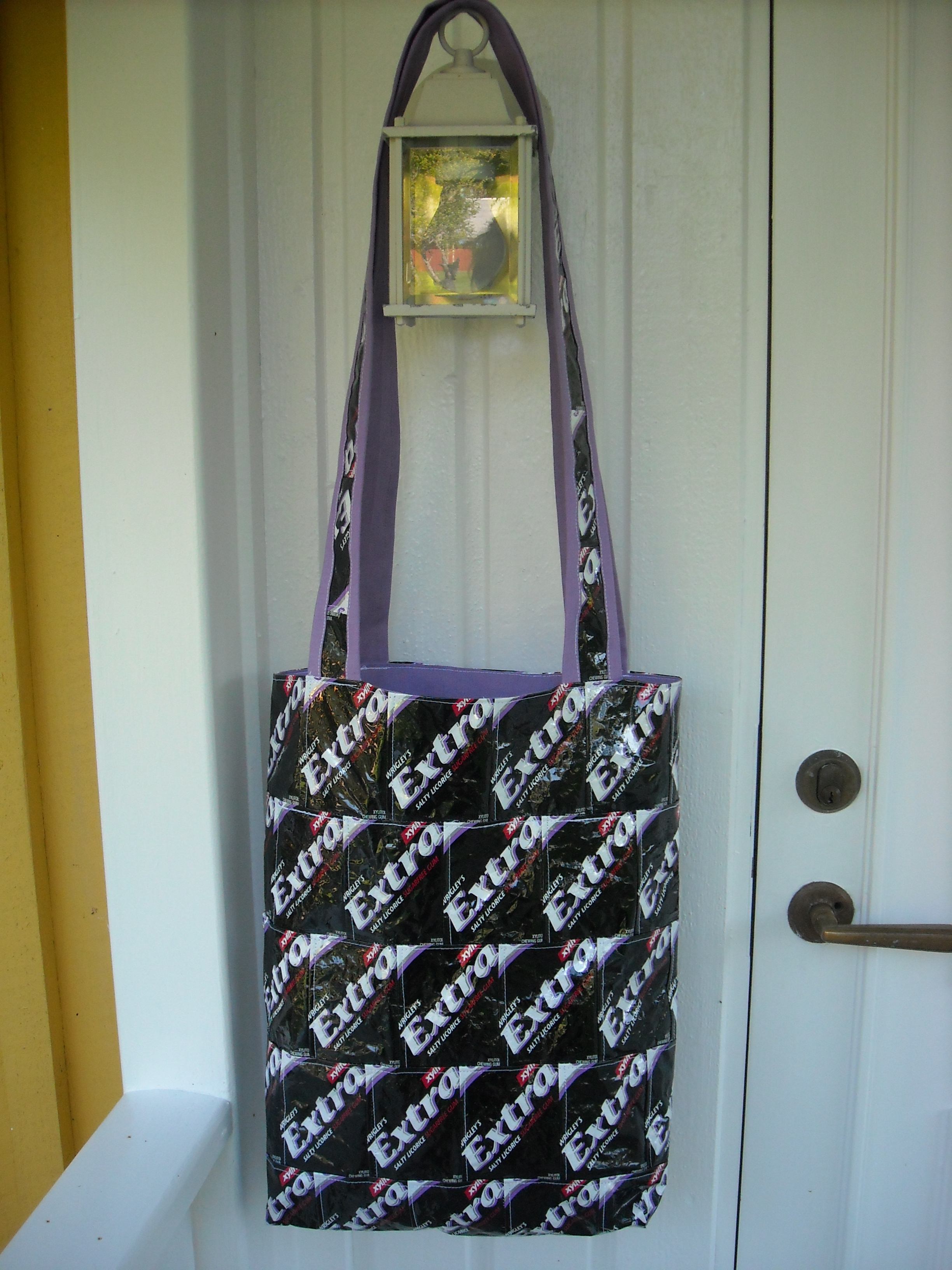
Axelväska av tuggummipaket

En väska är en bärbar behållare skapad för att underlätta förflyttning av olika typer av objekt. Ofta är väskor konstruerade för att bäras av en person, men det finns även väskor som sätts fast på fordon eller bärdjur, som sadelväskan.

## Historik
En ursprunglig form av väska är pungen, det vill säga en påse som kan snöras åt upptill och hängas i ett bälte eller dylikt. En annan ursprunglig form är den större kappsäcken och ytterligare ett är schatullet, det vill säga ett skrin som ibland innehåller en inredning för specifika objekt. Historiskt använde kvinnor en så kallad kjolsäck, en påse som sytts fast i ett band vilket fästes runt midjan och doldes under kjolen. De kroppsnära svepande kjolarna som blev moderna efter franska revolutionen kunde inte dölja kjolsäcken varför den nya "väskan", ridikylen som kunde hänga i ett band över armen, blev populär.
Ordet väska  kommer från det medeltidslågtyska weske, i sin tur från wät-sak, det vill säga en kappsäck för våt klädnad. Ett äldre svenskt ord för väska är taske eller taska, som är besläktat med tyskans tasche och italienskans tasca, som betyder ficka.

## Olika typer

### Resväska
En typ av väska som används för att frakta saker under resor. Det finns hårda och mjuka resväskor, och vissa har hjul. 
Mjuka resväskor tillverkas av läder eller plastimitation av läder eller tyg. Fördelen med mjuka väskor är att väskans form kan anpassa sig efter innehållet. Nackdelen med mjuka väskor är att de inte ger ett bra skydd åt ömtåliga föremål och om det finns spetsiga eller vassa saker i väskan kan väskan gå sönder. En mjuk resväska kan även kallas bag.
Hårda resväskor skyddar känsliga föremål väldigt bra och väskan i sig blir mer tålig. De tar dock upp lika stort utrymme oavsett vad som förvaras i dem.
Kabinväska är en speciell sorts resväska anpassad för kunna användas som handbagage, som man kan ha med sig vid exempelvis tågresor eller flygresor. Det finns internationella bestämmelser om hur stor en kabinväska får vara vid flygresor.

### Handväska
En mindre, till medelstor väska, lagom i storlek för att kunna bäras i handen avsedd för mindre personliga föremål som plånbok, näsdukar, smink, mobiltelefon, nycklar etc. Handväskor är ofta en modeaccessoar och används huvudsakligen av kvinnor, även om liknande väskor för herrar förekommer. En mycket liten variant är den så kallade handledsväskan. Portfölj är en sorts handväska som i stor utsträckning använts av män.

### Axelväska
Axelväska eller axelremsväska är en väska avsedd att bäras på ena axel med hjälp av en bärrem, en så kallad axelrem. Axelväskor förekommer i en mängd olika material och kan även ha handtag. Ett relativt vanligt sätt att bära axelväska, men framför allt så kallad becknarväska, är över ena axeln och huvudet och med själva väskan under armen.

### Ryggsäck
Väska konstruerad för att bäras på ryggen. Ursprungliga former av ryggsäckar är ränsel och kont.

### Sminkväska eller necessär
En väska anpassad för smink och toalettartiklar, se necessär

### Magväska
En liten väska som bärs runt magen.

### Väskor för apparatur
Det finns en mängd väskor anpassade för olika sorters teknisk apparatur, konstruerade för att lättare kunna förflytta dem samtidigt som de skyddar apparaturen, exempelvis för kameror och kikare. En laptopväska eller datorväska är en väska som används att bära laptopen och medföljande tillbehör.